# Arıkuyusu, Gülnar
Arıkuyusu là một xã thuộc huyện Gülnar, tỉnh Mersin, Thổ Nhĩ Kỳ. Dân số thời điểm năm 2011 là 634 người.